# Јашки језик
Јашки језик (мађ. jász) је изумрли дијалект осетског језика који се некада говорио у Мађарској. Језик је добио име по Јасима, номадском племену које се настанило у Мађарској у 13. веку.

## Историја
Јаси су заједно са Куманима дошли у тадашњу Мађарску, бежећи од Монгола. Примио их је мађарски краљ Бела IV, који се надао да ће они помоћи у борби против монголо-татарске инвазије. Али убрзо након њиховог уласка, односи се драматично погоршали између мађарског племства и куманско-јаских племена и они су напустили земљу. По завршетку монголско-татарске окупације вратили су се и настанили се у централном делу Мађарске низије.
У почетку им је главно занимање било сточарство. Током наредна два века били су асимиловани у мађарско становништво и њихов језик је нестао, али су сачували свој јашки идентитет и своју регионалну аутономију до 1876. Преко десетина насеља у централној Мађарској (нпр. Јасберењ, Јасароксалаш и Јасфењсару) још увек носе њихово име. (нпр. Историјско, етнографско и географско подручје Јасшаг, као и модерна жупанија Јаш-Нађкун-Солнок, спадају међу бројна имена места која су повезана са њима. Име града Јаши у Румунији такође може да потиче од имена народа.
Једини књижевни запис о јашком језику пронађен је педесетих година прошлог века у мађарској националној библиотеци Сечењи. Реч је о речнику на једној страници који садржи 34 речи које се углавном односе на пољопривредне производе (врсте житарица, говеда, итд.) који је вероватно састављен у фискалне или меркантилне сврхе. Речник је тумачен уз помоћ осетских аналога са дигорског дијалекта. (Немет 1959)